# フランスピアノ
フランスピアノは、グレープカンパニーに所属する日本のお笑いコンビ。

## メンバー
なかがわ りょう（1992年5月5日 - ）（33歳）
ツッコミ・ネタ作成担当、立ち位置は向かって左。
- 千葉県市川市出身。日本大学文理学部心理学科卒業。
- 身長171cm、体重48kg、血液型AB型、足のサイズ27cm。
- 本名：中川 諒（読み同じ）
- 趣味はファッション、喫茶店巡り、ウイニングイレブン、実況パワフルプロ野球。
- ものすごく毛深い。
- カズレーザー（メイプル超合金）の弟子。元々『金曜ロンドンハーツ』（テレビ朝日）のドッキリ企画の一環として弟子入り志願をしたが、弟子として受け入れられ、現在もプライベートで師弟関係が継続されている。
- ラブホテル、薬局でアルバイトをしていた。
- 恥研究家兼コピーライターの中川諒と同姓同名であり、名前が同じという理由で対談企画も行われた。

ヨーへー（1993年7月14日 - ）（32歳）
ボケ担当、立ち位置は向かって右。
- 埼玉県蕨市出身。日本大学文理学部ドイツ文学科卒業。
- 身長175cm、体重65kg、血液型O型、足のサイズ26.5cm。
- 本名および旧芸名：山本 陽平（やまもと ようへい）
- 趣味は海外旅行、海外の屋台の動画鑑賞、フットサル、ドリームリーグ、チャーハン作り。卓球が得意。ドイツ語検定2級。
- NHKでフロアディレクター（アシスタントディレクター）を務めていた。
- 高校時代、アルペンスキー部に入部していた。SAJスキー技能検定2級所持。
- 2023年12月11日、本名から「ヨーヘー」への改名を自身のSNSで公表した。
- 大阪吉本の双子コンビ・吉田たちと顔が似ており、大阪で行われるABCお笑いグランプリ出演時は積極的にネタにしている。

## 概要
日本大学文理学部落語研究会の先輩後輩として出会うが、当初は別のコンビで活動。なかがわは駒澤大学お笑い集団ナイフとフォーク所属の滝本真也とのコンビ「サヨナラホームラン」で『わらいのゼミナール』に出演していた。なかがわの卒業間際で試しにコンビ結成、学生お笑いサークルの団体戦「NOROSHI 2015 presented by 大学芸会」で準優勝を果たした（優勝はGパンパンダなどを擁していた早稲田大学お笑い工房LUDO）。これをきっかけとして正式にコンビとなり、2人ともしばらくサラリーマン（なかがわはWi-Fiの営業マン、山本はNHKのフロアディレクター）を続けながらフリー芸人として活動。2018年4月にグレープカンパニーへ所属が決定した。
コントと漫才を両方行い、割合は半々程度。

## 出演

### テレビ
- ロンドンハーツ（2017年12月1日、テレビ朝日） - なかがわ のみ
- クーリングオフ型ネタ見せ番組 金返せショー（2019年2月2日、フジテレビ）
- ネタパレ（2019年5月31日、フジテレビ）
- お笑い演芸館（2019年6月13日、BS朝日）
- 冗談騎士（BSフジ）
- 前略、西東さん（2019年8月31日[13]、中京テレビ）
- ヒルナンデス!（2019年12月23日、日本テレビ）
- 捜査会議はリビングで! おかわり! 第7話（2020年3月15日、NHK BSプレミアム）- なかがわ のみ
- 有田Pおもてなす（NHK総合）
- お笑い合戦 独眼竜カミナリ（2021年9月11日、KHB）
- ソウドリ（2021年9月13日、TBS）
- オンエア決めろ！ー笑武ー（2022年4月5日、BSJapanext）
- 第43回ABCお笑いグランプリ（2022年7月10日、朝日放送）

### ウェブテレビ
- ぶるぺん〜今まさに世に出ようとしている「あったまった人々」が登場!〜（2018年6月5日、Ustream・GYAO!）
- 松井咲子の爆笑クレッシェンド（2019年度年間チャンピオン、WALLOP）
- 有田ジェネレーション（2020年3月9日、TBSテレビ → Paravi）

### ラジオ
- マイナビ Laughter Night（TBSラジオ）
- サンドウィッチマンの天使のつくり笑い（NHKラジオ第1放送）
- フランスピアノのクルトワ（GERA放送局）
- フランスピアノのラジオシュテーゲン（stand.fm）

### 舞台
- NLTプロデュースコント公演「天使のように微笑んで財布なくしてガム踏んで」（2024年8月28日 - 9月1日、博品館劇場）[14]
- NLTプロデュースコント公演「TOKYO NIGHT CRAB」（2025年7月20日 - 21日、銀座博品館劇場）

### CM
- ハウス食品「PERFECT VITAMIN 1日分のビタミン」- なかがわ のみ

## 賞レースなどでの戦績

### キングオブコント
| 年度             | 結果         | 会場                         | 日程        | 備考                                                     |
| ---------------- | ------------ | ---------------------------- | ----------- | -------------------------------------------------------- |
| 2015年（第8回）  | 準決勝進出   | 赤坂BLITZ                    | 8月28日     | 大学の落語研究会で結成したカルテット「マラソンズ」として |
| 2016年（第9回）  | 2回戦進出    | きゅりあんホール             | 8月8日      |                                                          |
| 2017年（第10回） | 2回戦進出    | シアターブラッツ             | 8月11日     |                                                          |
| 2018年（第11回） | 準々決勝進出 | きゅりあんホール             | 8月13日     |                                                          |
| 2019年（第12回） | 1回戦敗退    | 六本木トリコロールシアター   | 7月10日     |                                                          |
| 2020年（第13回） | 準々決勝進出 | きゅりあんホール             | 8月15日     |                                                          |
| 2021年（第14回） | 準々決勝進出 | きゅりあんホール             | 8月13日     |                                                          |
| 2022年（第15回） | 準決勝進出   | 新宿文化センター 大ホール    | 9月1日・2日 |                                                          |
| 2023年（第16回） | 準々決勝進出 | 渋谷区文化総合センター大和田 | 8月16日     |                                                          |
| 2024年（第17回） | 準々決勝進出 | 渋谷区文化総合センター大和田 | 8月14日     |                                                          |

### M-1グランプリ
| 年度             | 結果         | エントリー No. | 会場                   | 日程     | 備考                     |
| ---------------- | ------------ | -------------- | ---------------------- | -------- | ------------------------ |
| 2016年（第12回） | 2回戦進出    | 432            | 雷5656会館ときわホール | 10月11日 | ナイスアマチュア賞を受賞 |
| 2017年（第13回） | 2回戦進出    | 426            | 雷5656会館ときわホール | 10月5日  |                          |
| 2018年（第14回） | 2回戦進出    | 1072           | 雷5656会館ときわホール | 10月7日  |                          |
| 2019年（第15回） | 2回戦進出    | 2104           | 雷5656会館ときわホール | 10月22日 |                          |
| 2020年（第16回） | 2回戦進出    | 2901           | よしもと有楽町シアター | 11月4日  |                          |
| 2021年（第17回） | 3回戦進出    | 3491           | よしもと有楽町シアター | 11月2日  |                          |
| 2022年（第18回） | 3回戦進出    | 3827           | よしもと有楽町シアター | 10月31日 |                          |
| 2023年（第19回） | 準々決勝進出 | 6180           | ルミネtheよしもと      | 11月22日 |                          |
| 2024年（第20回） | 準々決勝進出 | 9170           | ルミネtheよしもと      | 11月22日 | 2回戦追加合格            |

### その他
- 2022年 第43回ABCお笑いグランプリ 決勝進出[35]
- 2024年 第45回ABCお笑いグランプリ 決勝進出[36]
- 2025年 マイナビLaughter Night 7月度月間チャンピオン [37]